# Dominique Roux
Dominique Roux (Gap, Altos Alpes; 1 de maio de 1943) é um académico e líder empresarial francês, membro do Cercle des économistes.

## Biografia

### Juventude e estudos
Dominique Roux nasceu numa família de classe média baixa. Era filho de um mealheiro de Gap, feito prisioneiro e enviado para campos pela Alemanha durante a Primeira Guerra Mundial. O seu avô tem um pequeno negócio de venda ambulante. Dominique Roux tem sete irmãos e irmãs. Para frequentar o ensino superior, Dominique Roux mudou-se para Paris. Matriculou-se na Sorbonne em economia. Estudou sob a orientação de Raymond Barre. É doutorado em economia e doutorado em gestão. É formado em economia e gestão.
É pai da política francesa Valérie Pécresse.

### Experiência profissional
Fez a sua carreira na HEC Paris e na Université Paris-Dauphine, onde foi professor desde 1982, depois de ter passado algum tempo na Universidade de Dijon. É co-criador e diretor do Mestrado II em telecomunicações e gestão de media "gestão de telecomunicações e novos media" em Dauphine, diretor do Mestrado em ciências da gestão e diretor de um centro de investigação, o Economic and Social Research Grupo (GRES).
Leciona também no Instituto de Estudos Políticos de Paris (Sciences Po). Leciona como parte da secção de direito económico do diploma do IEP (curso de direito e economia de regulamentação das telecomunicações). Fundou e dirige desde 2015 o mestrado em gestão digital na ICN Business School, no campus de Paris.
É também diretor educacional da Faculdade de Gestão da Universidade de Lagunes, em Abidjan, onde leciona gestão.

## Prémios e distinções
- Oficial da Legião de Honra
- Oficial da Ordem Nacional do Mérito
- Cavaleiro da Ordem das Palmas Académicas

## Publicações
- Les Enjeux de la télé-réalité, Economica, 2003
- Laborgistique, Economica, 2004, traduit en anglais
- Gestion et management des entreprises, Hachette, 2005
- Nobel en Économie, Economica, Predefinição:3e. 2007, traduit en turc et en espagnol
- Les 100 mots de la gestion, PUF, « Que sais-je ? », 2007
- Les 100 mots de l'Internet, avec Xavier Niel, PUF, « Que sais-je ? », 2008
- Les 100 mots des télécommunications, avec Patrick-Yves Badillo, PUF, « Que sais-je ? », 2009